# Comme des frères
Pour plus de détails, voir Fiche technique et Distribution.
Comme des frères est un film français co-écrit et réalisé par Hugo Gélin, sorti en 2012. C'est le premier long métrage de ce dernier.

## Synopsis
Depuis que Charlie (Mélanie Thierry) est morte, Boris (François-Xavier Demaison), homme d'affaires, Élie (Nicolas Duvauchelle), scénariste intégré dans la haute sphère, et Maxime (Pierre Niney), naïf de vingt ans, ont perdu la femme de leur vie. Ces opposés se retrouvent embarqués dans un voyage de neuf cents kilomètres vers la maison qu'aimait cette sœur, cette amie, cet amour.

## Fiche technique
- Titre : Comme des frères
- Réalisateur : Hugo Gélin
- Scénario : Hugo Gélin et Romain Protat avec la participation Hervé Mimran
- 1er assistant réalisateur : Jean-Baptiste Pouilloux
- Photographie : Nicolas Massart
- Scripte : Lisa-Nina Rives
- Son : Olivier Péria
- Costumes : Isabelle Mathieu
- Chef maquilleuse et coiffeuse : Tina Rovère
- Chef décoratrice : Samantha Gorgowski
- Bande Originale : Revolver
- Supervision musicale : Raphaël Hamburger
- Producteurs : Danièle Delorme, Hugo Gélin et Laetitia Galitzine
- Coproducteur : Pierre-Ange Le Pogam
- Coproduction et distribution France : Stone Angels
- SOFICA : Cofinova 8
- Production : Zazi Films
- Durée : 104 minutes
- Date de sortie :
  - France : 21 novembre 2012

## Distribution
- François-Xavier Demaison : Boris
- Nicolas Duvauchelle : Élie
- Pierre Niney : Maxime
- Mélanie Thierry : Charlie
- Florence Thomassin : Line
- Cécile Cassel : Jeanne
- Micheline Presle : la grand-mère d'Élie
- Philippe Laudenbach : le grand-père d'Élie
- Jacques Frantz : Pierre Naillac
- Lannick Gautry : Vassily
- Flore Bonaventura : Cassandre
- Jean-François Cayrey : un gendarme
- Nathalie Roussel : la mère d'Élie
- Patrice Melennec : le gardien
- Pierre-Ange Le Pogam : le directeur du théâtre
- Katharina Kowalewski : une jeune fille allemande

## Production

### Développement
À la fin des années 2000, Hugo Gélin devait réaliser son premier long métrage mais peu avant le début du tournage, un distributeur s'est retiré du projet. Il crée alors une maison de production, Zazi films, et entame la préparation de trois films, dont Comme des frères. L'histoire est en partie inspirée de l'amitié entre le réalisateur de 30 ans et de deux de ses amis, âgés de 20 et 40 ans. Pour Hugo Gélin, cette « amitié plutôt atypique » est rarement portée au cinéma,.
Comme des frères est dédié à Jocelyn Quivrin, l'un des meilleurs amis de Hugo Gélin, mort pendant l'écriture du film. C'est cet événement qui l'a notamment décidé à faire du film une comédie,.

### Tournage
La scène du parc d'attraction est tournée en septembre 2011 à Nigloland, dans l'Aube. Le parc est renommé « Fifouland » dans le film.
On aperçoit aussi entre autres des scènes tournées en Corse, à Aix-en-Provence (Place d'Albertas, Le Mistral), à Paris ou même en Allemagne.

### Musique
La bande originale du film est presque exclusivement composée de titres de Revolver, tous écrits ou réenregistrés pour le film. Sur 24 pistes, trois ne sont pas du groupe français : Shame Shame Shame de The Khaliq Group, The Days We Won't Spend de Thomas Darmon et Nothing From Nothing de Billy Preston. L'album sort le 12 novembre 2012, porté par le titre Parallel Lives.

## Accueil

### Sortie
Avant la sortie de Comme des frères, l'ensemble de l'équipe assure la promotion du film dans de nombreux festivals entre août et novembre 2012 : Lama (Corse), Angoulême, Paris (Festival Telerama), Colmar, Montpellier, La Réunion, Sarlat. Des avant-premières avec Hugo Gélin et les trois acteurs principaux ont aussi lieu dans toute la France,.
Le film est sorti en France le 21 novembre 2012.

### Accueil critique
Le film a généralement reçu des critiques positives de la presse écrite. Il s'agit pour Jean-Pierre Lacomme du Journal du dimanche d'« un joli road-movie ». Selon Paris Match, « l’énergie juvénile et la sincérité [du film] devraient embarquer même les plus cyniques spectateurs ». Dans Elle, Khadija Moussou parle de « surprise ciné de cette fin d’année ».
La presse loue notamment les acteurs. Selon Jean-Pierre Lacomme, les « trois comédiens fonctionnent bien ensemble ». Paris Match parle d'un « quatuor de comédiens finement accordés ». Pour Khadija Moussou, « grâce à des dialogues fins et réussis, ces trois-là font des étincelles ». Pour Vincent Julé du Parisien, « l'alchimie entre les trois comédiens est indéniable ». Il accorde une mention spéciale pour Nicolas Duvauchelle, « confondant de naturel ». D'autres s'avèrent davantage touchés par « l'écorchée Mélanie Thierry », « rayonnante » aux yeux de Jean-Philippe Guerand du Nouvel Obs. Pour celui-ci, François-Xavier Demaison a rarement été « aussi sobre et touchant ». Pour Guillemette Odicino de Télérama, l'acteur est « toujours aussi efficace ». La plupart des critiques salue la performance de Pierre Niney,,, allant même jusqu'à parler de « vraie découverte » ou de « révélation »,.

## Distinctions
- Césars 2013 : nomination au César du meilleur premier film.
- Césars 2013 : nomination de Pierre Niney au César du meilleur espoir masculin.

- Prix Lumières 2013 : nomination de Pierre Niney au prix Lumières du meilleur espoir masculin.

- Prix Patrick Dewaere 2013 : nomination de Pierre Niney pour le prix Patrick-Dewaere.
- Festival du film français de Bucarest 2013 : prix du public TV5 Monde.
- Festival du film de Sarlat 2012 : prix des lycéens, prix du Conseil régional d'Aquitaine.
- Festival du film de Sarlat 2012 : prix d'interprétation féminine pour Mélanie Thierry.

- Festival du film de La Réunion 2012 : prix d'interprétation masculine du Jury Jeune pour Nicolas Duvauchelle.
- Festival du film de La Réunion 2012 : prix d'interprétation féminine du Jury Jeune pour Mélanie Thierry.
- COLCOA 2013 : film d'ouverture.
- Festival de Cuba 2014 : film d'ouverture.